# Passion (album Petera Gabriela)
Passion: Music for The Last Temptation of Christ – drugi ze ścieżką dźwiękową, a ósmy w ogóle album Petera Gabriela. Była to ścieżka dźwiękowa do filmu Martina Scorsese pt. Ostatnie kuszenie Chrystusa, ale Gabriel jeszcze kilka miesięcy po premierze filmu wciąż szlifował swą muzykę. Album przyczynił się do popularyzacji gatunku world music oraz zdobył nagrodę Grammy w 1990 r. w kategorii Najlepszy Album New Age. Został zremasterowany w 2002 r.

## Album
Passion zapoznał szerszą publiczność z twórczością muzyków etnicznych jak Nusrat Fateh Ali Khan, Youssou N'Dour, L. Shankar i Baaba Maal.
Przy nagrywaniu tego albumu Gabriel użył środków organizacji WOMAD, którą założył. Pozwoliło mu to zebrać muzyków z Bliskiego Wschodu oraz Afryki.  Razem pracowali nad tym, by podkreślić i wzmocnić klimat filmu opierając się na muzyce tworzonej w czasach Jezusa Chrystusa, dodając jednak elementy ambientu. W efekcie powstała muzyka, która zainspirowała już wielu twórców.
Album zebrał w większości bardzo dobre recenzje. Wskazywany jest też jako najlepszy album autorstwa Gabriela.
Jeszcze w tym samym roku ukazała się płyta zatytułowana Passion - Sources, na której znalazły się materiały dodatkowe, bez udziału Gabriela. 

## Lista utworów
Wszystkie utwory napisał Peter Gabriel, z wyjątkiem: „Open” (Shankar, Gabriel), „Stigmata” (Mahmoud Tabrizi Zadeh i Gabriel), „Zaar” (utwór tradycyjny).

### Strona A
1. „The Feeling Begins” – 4:00
2. „Gethsemane” – 1:26
3. „Of These, Hope” – 3:55
4. „Lazarus Raised” – 1:26
5. „Of These, Hope - Reprise” – 2:44
6. „In Doubt” – 1:33
7. „A Different Drum” – 4:40

### Strona B
1. „Zaar” – 4:53
2. „Troubled” – 2:55
3. „Open” – 3:27
4. „Before Night Falls” – 2:18
5. „With This Love” – 3:40

### Strona C
1. „Sandstorm” – 3:02
2. „Stigmata” – 2:28
3. „Passion” – 7:39
4. „With This Love - Choir” – 3:20

### Strona D
1. „Wall Of Breath” – 2:29
2. „The Promise of Shadows” – 2:13
3. „Disturbed” – 3:35
4. „It Is Accomplished” – 2:55
5. „Bread and Wine” – 2:21

## Muzycy
1. The Feeling Begins
  - Manny Elias - octabans, surdo, skins
  - Hossam Ramzy - saggat, tabla, dufs
  - Peter Gabriel - syntezator, shakers, skins, surdo
  - David Bottrill - drone mix
  - David Rhodes - gitara
  - L. Shankar - podwójne skrzypce
  - Vatche Housepian - duduk
  - Antranik Askarian - duduk
2. Gethsemane
  - Peter Gabriel - flet, śpiew
3. Of These, Hope
  - Massamba Diop - talking drum
  - Peter Gabriel - bass, perkusja, flet, Prophet 5
  - L. Shankar - skrzypce
  - David Rhodes - gitara
  - Mustafa Abdel Aziz - arghul drone
4. Lazarus Raised
  - (Players unknown) - duduk & tenbur
  - David Rhodes - gitara
  - Peter Gabriel - pianino, Akai S900
5. Of These, Hope - Reprise
  - Massamba Diop - talking drum
  - Peter Gabriel - bass, perkusja, flet, Prophet 5
  - L. Shankar - skrzypce
  - David Rhodes - gitara
  - Mustafa Abdel Aziz - arghul drone
  - Baaba Maal - śpiew
  - Fatala - perkusja
6. In Doubt
  - Peter Gabriel - Audioframe, sample Fairlight, śpiew
  - Mahmoud Tabrizi Zadeh - kementché
7. A Different Drum
  - Doudou N'Diaye Rose - perkusja
  - Fatala - perkusja
  - Peter Gabriel - surdo, perkusja, Audioframe, Prophet 5, śpiew
  - L. Shankar - skrzypce
  - Youssou N'Dour - śpiew
  - David Sancious - chórek
8. Zaar
  - Hossam Ramzy - bębenek baskijski, dufs, tabla, saggat, trójkąt
  - Peter Gabriel - surdo, perkusja, Audioframe, Akai S900, śpiew
  - Nathan East - bass
  - David Rhodes - gitara
  - Mahmoud Tabrizi Zadeh - kementché
  - L. Shankar - skrzypce
9. Troubled
  - Bill Cobham - bębny, perkusja
  - Hossam Ramzy - saggat
  - Peter Gabriel - perkusja, Fairlight, Emulator, chórek
  - David Sancious - chórek
10. Open
  - Peter Gabriel - Prophet 5, Akai S900, śpiew
  - L. Shankar - skrzypce, śpiew
11. Before Night Falls
  - Hossam Ramzy - saggat, tabla, dufs
  - Kudsi Erguner - flet ney
  - L. Shankar - skrzypce
12. With This Love
  - Robin Canter - obój, rożek angielski
  - L. Shankar - skrzypce
  - David Sancious - Akai S900, syntezator
  - Peter Gabriel - Audioframe, Fairlight, pianino, Prophet 5, syntezator
13. Sandstorm
  - Location Recording - marokańskie bębny i śpiew
  - Hossam Ramzy - surdo, tabla, tambourine dufs, mazhar
  - Manu Katché - perkusja
  - Mahmoud Tabrizi Zadeh - kementché
  - L. Shankar - skrzypce
  - Peter Gabriel - Fairlight
14. Stigmata
  - Mahmoud Tabrizi Zadeh - kementché
  - Peter Gabriel - Prophet 5, śpiew
15. Passion
  - Djalma Correa - brazylijskie bębny
  - Jon Hassell - trąbka
  - Peter Gabriel - Prophet 5, Akai S900, Fairlight, śpiew
  - Nusrat Fateh Ali Khan - śpiew Qawwali
  - L. Shankar - skrzypce
  - Youssou N'Dour - śpiew
  - Julian Wilkins - chórek
16. With This Love - choir
  - Robin Canter - rożek angielski
  - Richard Evans - nagrywanie chórku
17. Wall Of Breath
  - Kudsi Erguner - flet ney
  - L. Shankar - skrzypce
  - Musicians Du Nil - arghul
  - David Rhodes - gitara EBow
  - Peter Gabriel - syntezator
18. The Promise Of Shadows
  - Bill Cobham - perkusja
  - David Bottrill - bębenek baskijski
  - Peter Gabriel - Emulator, Prophet 5, Audioframe, perkusja
  - David Rhodes - gitara
19. Disturbed
  - Hossam Ramzy - surdo, tabla
  - Mustafa Abdel Aziz - perkusja
  - Said Mohammad Aly - perkusja
  - Fatala - afrykańskie bębny
  - L. Shankar - skrzypce
  - Peter Gabriel - Fairlight, Prophet 5
20. It Is Accomplished
  - Bill Cobham - bębny, bębenek baskijski
  - David Bottrill - bębenek baskijski, distorted slide
  - Nathan East - bass
  - Mustafa Abdel Aziz - arghul drone
  - David Sancious - organy Hammonda
  - David Rhodes - gitara Steinberger
  - Peter Gabriel - doholla, perkusja, Roland D-50, pianino, Prophet 5, śpiew
21. Bread And Wine
  - Peter Gabriel - kontrabas, Prophet 5, śpiew
  - David Rhodes - gitara EBow
  - Richard Evans - tin whistle
  - L. Shankar - skrzypce